# Neochori (Paramythia)
Neochori (griechisch Νεοχώρι (n. sg.)) ist ein Dorf und eine Ortsgemeinschaft im Gemeindebezirk Paramythia der Gemeinde Souli in der griechischen Region Epirus.
Das Dorf liegt südlich des Flusses Kalamas (Thyamis) auf einer Höhe von ca. 300 m und verfügt über drei Kirchen, wovon die älteste (Αγία Παρασκευή) im 18. Jahrhundert in der Zeit der ‚Türkenherrschaft‘ erbaut worden ist.

## Geschichte
Neochori wurde im 18. Jahrhundert gegründet und war im Vergleich zu den anderen Dörfern in der Nähe neu und dadurch bekam es den Namen Neochori (Neues Dorf). Das Dorf war bis 1912 unter der Herrschaft des Osmanischen Reiches und zur Hälfte muslimisch. 1922 nach dem Ende des Ersten Weltkriegs und des Griechisch-Türkischen Kriegs sowie dem Bevölkerungsaustausch zwischen Griechenland und der Türkei kam ein Teil der muslimischen Bevölkerung in die Türkei. Der Teil der Muslimen, die Tschamen waren, galten als Ausnahmen und blieben im Dorf. Mit dem Beginn des Balkanfeldzuges 1941 und der italienische Belagerung flüchteten viele aus dem Dorf. Sie gingen in die nächste Großstadt, damals Paramythia, und den umliegende Berge. Einige schlossen sich der Edes an, um für ihre Freiheit zu kämpfen. Die Tschamen im Dorf schlossen sich der Balli Kombëtar an, eine albanische Organisation die mit Nazi-Deutschland zusammenarbeitete. Am 27. September 1943 haben die deutschen Besatzer mit der Balli Kombëtar Angriffe auf die Dörfer in der Nähe von Paramythia gestartet, darunter auch auf Neochori. Die Häuser wurden in Brand gesetzt und verbliebene Bürger wurden exekutiert. Am Ende des Zweiten. Weltkriegs kehrte die Bevölkerung des zurück, dazu auch viele neue Bürger aus Nachbardörferdörfern. Die christliche Bevölkerung hat die zerstörten Häuser wieder aufgebaut, sowie die Schule im Zentrum, die als Stützpunkt der Nazis galt. Hier wurden die Verhöre durchgeführt. Die durch den Krieg zerstörte Moschee wurde ebenfalls aufgebaut und ist die größte Kirche des Dorfes Agios Panteleimon. Der Friedhof wurde verlegt da der alte in Trümmern lag und als Minenfeld galt. Er befindet sich nun an der Agia Paraskevi, die die älteste ist und im 18. Jahrhundert erbaut.
Neochori zählt eine Einwohnerzahl von 214 (Stand 2011) und bildet zusammen mit den Dörfern Agios Georgios (Άγιος Γεώργιος (m. sg.), 43 Einwohner) und Neraida (Νεράιδα (f. sg.), 303 Einwohner) die Ortsgemeinschaft Neochori (Τοπική Κοινότητα Νεοχωρίου) mit insgesamt 503 Einwohnern.